# Кумкешуський сільський округ
Кумкешу́ський сільський округ (каз. Құмкешу ауылдық округі, рос. Кумкешуский сельский округ) — адміністративна одиниця у складі Амангельдинського району Костанайської області Казахстану. Адміністративний центр — село Кумкешу.
Населення — 519 осіб (2021; 919 у 2009, 905 у 1999, 1483 у 1989).
Станом на 1989 рік існувала Кумкешуська сільська рада (села Айтбай, Кумкешу, Кустобе, Суйиндик). Село Кустобе було ліквідоване 2013 року.

## Склад
До складу округу входять такі населені пункти:
| Населений пункт | Старі назви | Населення, осіб (1989) | Населення, осіб (1999) | Населення, осіб (2009) | Населення, осіб (2021) |
| --------------- | ----------- | ---------------------- | ---------------------- | ---------------------- | ---------------------- |
| Айтбай, село    | -           | 193                    | 0                      | 88                     | 42                     |
| Кумкешу, село   | -           | 1040                   | 812                    | 802                    | 477                    |
| Кустобе, село   | -           | 140                    | 79                     | 29                     | -                      |
| Суйиндик, село  | -           | 110                    | 14                     | -                      | -                      |